# Osttimoresisch-südafrikanische Beziehungen
Die Osttimoresisch-südafrikanischen Beziehungen beschreiben das zwischenstaatliche Verhältnis zwischen Osttimor und Südafrika. 

## Geschichte

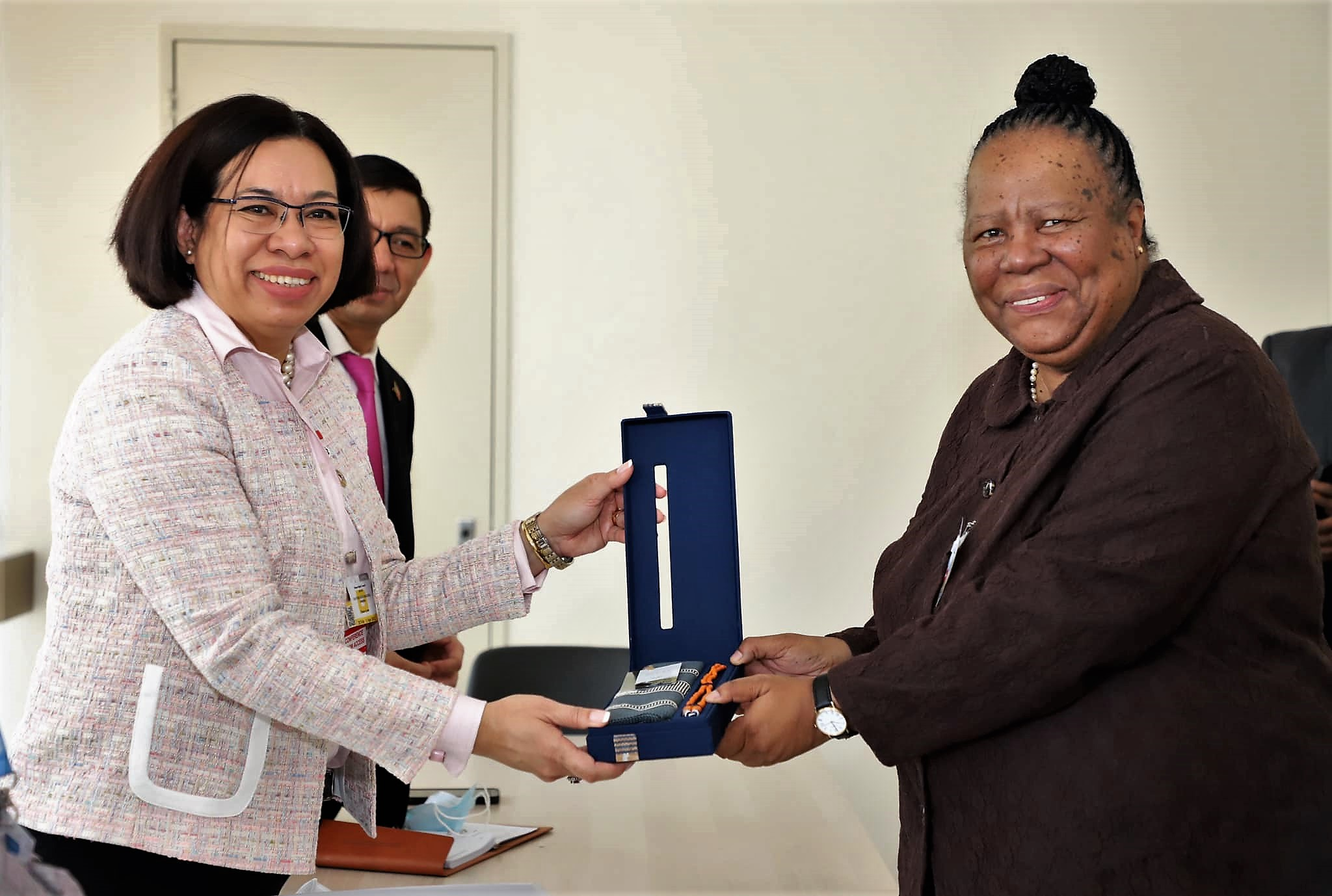
Treffen der Außenminister (2022)

Im Juli 1997 besuchte Südafrikas Präsident Nelson Mandela Indonesien und traf sowohl mit Präsident Suharto, als auch mit dem im Gefängnis sitzenden Führer der osttimoresischen Unabhängigkeitsbewegung Xanana Gusmão zusammen. Mandela drängte in einer schriftlichen Erklärung auf die Freilassung aller osttimoresischen, politischen Führer. „Wir können die Situation in Osttimor niemals normalisieren, wenn nicht alle politischen Führer, inklusive Herrn Gusmão, freigelassen sind. Sie sind es, die eine Lösung bringen müssen.“ Die indonesische Regierung lehnte die Forderung ab, verkündete aber, dass die Haftstrafe Gusmãos, die insgesamt 20 Jahre betrug, um drei Monate gekürzt werde.
Nach Ende der indonesischen Besetzung Osttimors diente die südafrikanische Wahrheits- und Versöhnungskommission als Vorbild für die Wahrheits- und Freundschaftskommission (CTF), die statt einem Strafverfolgungsprozess in Osttimor und Indonesien die Aufarbeitung der Verbrechen von 1999 durchführen sollte.
2013 vertrat Xanana Gusmão, nun Premierminister Osttimors, sein Land beim Staatsbegräbnis für Nelson Mandela.
Am 1. März 2022 trafen sich Südafrikas Außenministerin Naledi Pandor und Osttimors Außenministerin Adaljíza Magno in Genf.

## Diplomatie

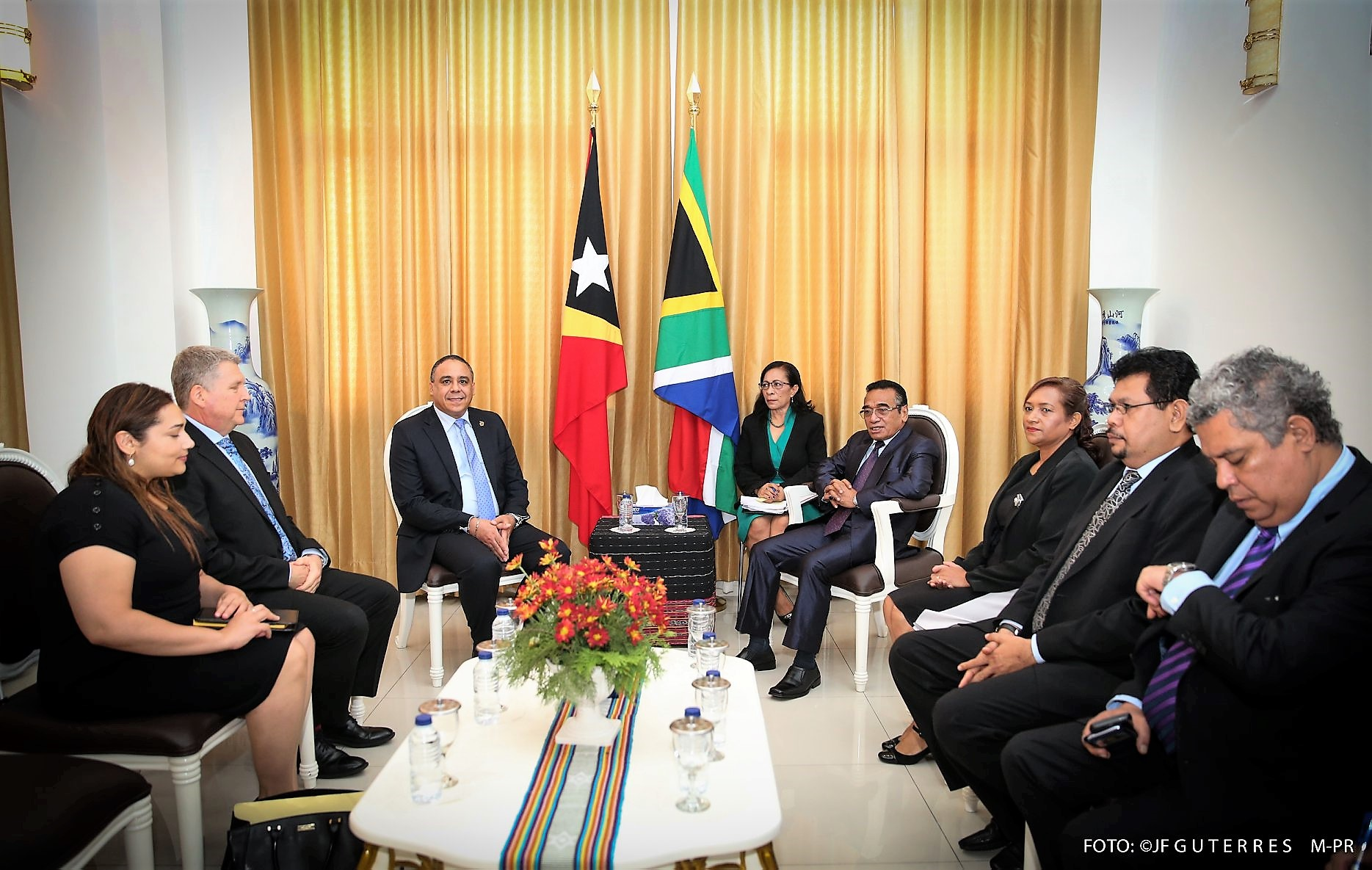
Südafrikas Botschafter Hilton Fisher und Osttimors Präsident Francisco Guterres (2019)

Vom 28. Oktober 2010 bis 2014 war Marina Ribeiro Alkatiri, Osttimors Botschafterin in Mosambik, auch für Südafrika akkreditiert. Ihren Sitz hatte sie in Maputo. Inzwischen hat Osttimor in Pretoria eine eigene Botschaft eröffnet. Ein Botschafter ist bisher noch nicht entsendet. Die Geschäfte führt Erste Sekretärin und Geschäftsbeauftragte Josefina Tilman.
Der Botschafter Südafrikas im indonesischen Jakarta ist auch für Osttimor akkreditiert.

## Wirtschaft
Laut dem Statistischen Amt Osttimors exportierte Südafrika 2018 Handelsgüter im Wert von 320.000 US-Dollar (2016: 568.000 US-Dollar). Fahrzeugteile und -zubehör machten dabei einen Anteil von 129.000 US-Dollar aus. Es lag damit auf Platz 33 der Rangliste der Importeure Osttimors (2016: 25). Aus Osttimor nach Südafrika gingen laut Statistik 2018 keine Waren.